# Antilleptostylus guilartensis
Antilleptostylus guilartensis là một loài bọ cánh cứng trong họ Cerambycidae.